# Gråsalangan
Gråsalangan (Aerodramus amelis) är en fågel i familjen seglare.

## Utseende
Gråsalanganen är en medelstor brunaktig salangan med svagt kluven stjärt. Fjäderdräkten är rätt enfärgat brun utan ljus övergump. Liknande filippinsalanganen är mindre, med mer tvärt avskuren stjärt. 

## Utbredning och systematik
Gråsalanganen förekommer i Filippinerna. Den delas upp i två underarter med följande utbredning:
- Aerodramus amelis amelis – förekommer i Filippinerna (på Luzon, Mindoro, Cebu, Bohol och Mindanao)
- Aerodramus amelis palawanensis – förekommer på Palawan (sydvästra Filippinerna)

Vissa behandlar den som del av arten enfärgad salangan (Aerodramus vanikorensis).

## Levnadssätt
Gråsalanganen hittas uteslutande i låglänta områden. Den ses vanligen enstaka eller i lösa grupper flygande över olika miljöer, ofta högt upp.

## Status
IUCN erkänner den inte som art, varför den inte placeras i någon hotkategori.